# 세종도시교통공사

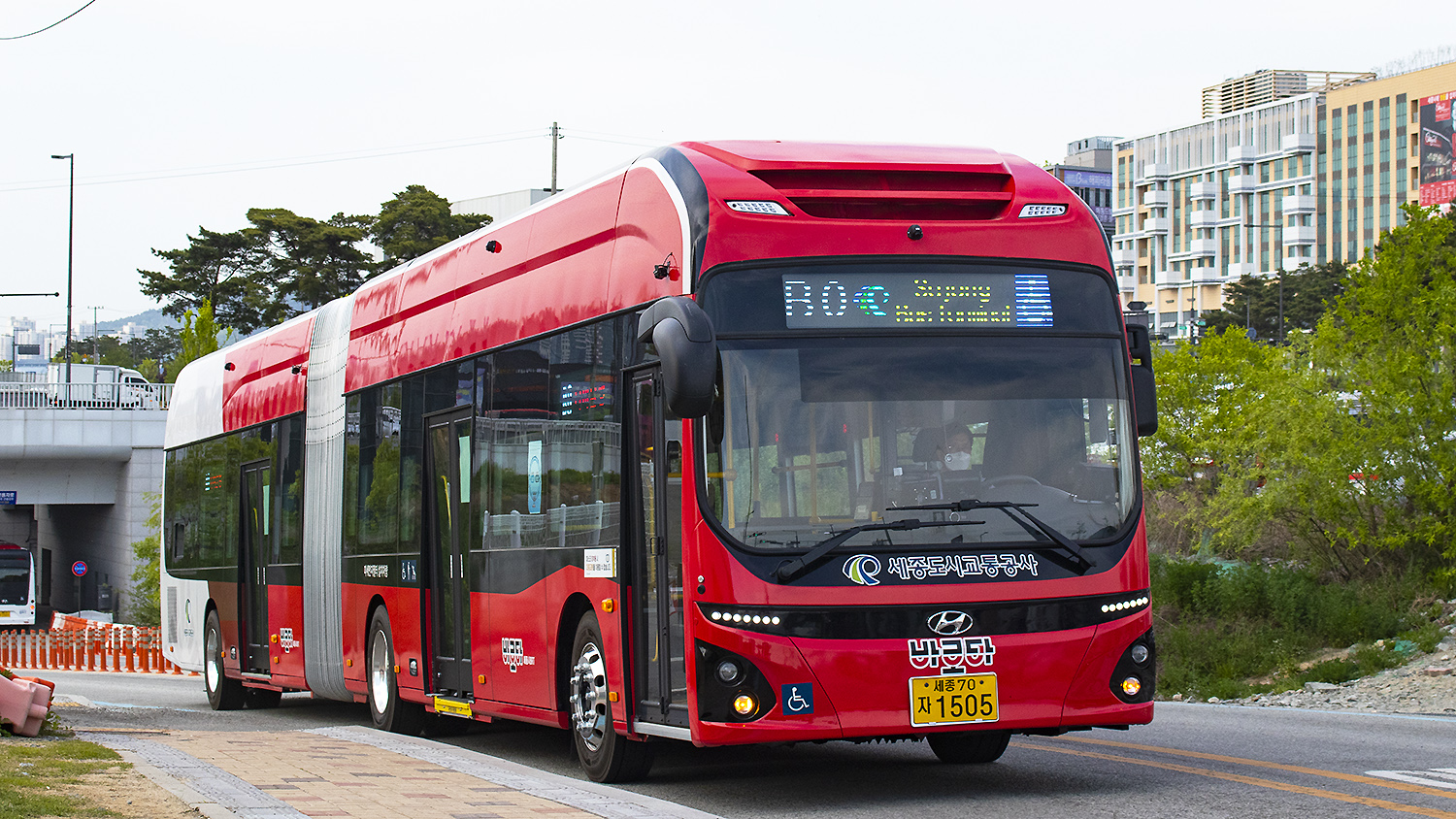
세종도시교통공사에서 운행하고 있는 굴절버스

세종도시교통공사(世宗都市交通公社, Sejong City Transportation Corporation)는 세종특별자치시의 간선급행버스 운영과 공영버스 운영, CNG충전소 운영을 위해 설립된 공기업이다.

## 연혁
- 2016년 10월 20일: 세종도시교통공사 설립 및 운영에 관한 조례 제정 및 공포
- 2016년 12월 27일: 임시 이사회 소집
- 2017년 1월 5일: 법인 설립 등기
- 2017년 1월 19일: 시내버스 면허 취득
- 2017년 2월 17일: 시영버스 인수 및 운행 개시
- 2017년 5월 4일: 시영버스 1004번 운행 개시
- 2017년 12월 1일: 조치원읍 순환버스 11번, 12번 운행 개시, 세종교통 조치원읍 지선버스 인수
- 2018년 2월 3일: 내부순환용 BRT 900번 운행 개시
- 2018년 4월 27일: 장군면~행복도시 순환버스 53번 운행 개시, 세종교통 금남면·연기면·장군면 지선버스 인수
- 2018년 7월 31일: 세종교통 연동면·부강면 지선버스 인수
- 2018년 8월 21일: 세종교통 300번(←350번), 910번 인수
- 2018년 9월 21일: 세종교통 연서면·소정면·전의면·전동면 지선버스 인수
- 2018년 12월 11일: 1000번을 세종교통의 990번과 교환, 203번 운행 개시
- 2018년 12월 15일: 201, 221, 1005번 운행 개시
- 2019년 7월 1일 : 대평동CNG충전소 개설
- 2021년 2월 5일 : 내부순환 보조BRT B5번 운행 개시
- 2024년 8월 9일 : 32번 운행 종료
- 2024년 8월 10일 : 18번 운행 개시
- 2025년 2월 22일 : 1005번 오송역 연장 및 고운동, 은하수공원 미운행

## 조직

### 사장
- 이사회
- 운송사업본부
  - 열린지원처
  - 기획혁신처
  - 교통사업처
    - 버스운영센터
      - 업무관리팀
      - 운영관리팀
      - 안전관리팀

## 보유 차량

#### 자일대우버스
- 자일대우 레스타
- 자일대우 NEW BS090
- 자일대우 NEW BS106

#### 현대자동차
- 현대 그랜드 스타렉스
- 현대 쏠라티
- 현대 그린시티
- 현대 저상 뉴 슈퍼 에어로시티
- 현대 일렉시티 굴절버스

#### KGM커머셜
- 에디슨모터스 화이버드

#### 우진산전
- 우진산전 아폴로 900

## 운행 노선
| 노선 번호 | 운행구간               | 운행구간 | 운행구간               | 경유지 | 운행 대수 | 배차      | 비고                        |
| --------- | ---------------------- | -------- | ---------------------- | --- | --------- | --------- | --------------------------- |
| 11        | 조치원터미널           | →        | 조치원터미널           | 조치원역, 세종고, 신안리, 고려대, 세종여고, 문화예술회관, 자이아파트, 번암리, 조치원전통시장, 조치원역                                   | 10        | 34회 30분 | 반시계방향 순환 05:30~22:00 |
| 12        | 조치원터미널           | ←        | 조치원터미널           | 조치원역, 세종고, 신안리, 고려대, 세종여고, 문화예술회관, 자이아파트, 번암리, 조치원전통시장, 조치원역                                   | 10        | 34회 30분 | 시계방향 순환 06:10~22:40   |
| 13        | 조치원역               | →        | 조치원역               | 세종고, 고려대, 세종여고, 봉산리, 방축골, 신흥주공A, 대동초, 고려대, 세종고                                                              | 10        | 1회       | 07:40                       |
| 300       | 조치원역               | ↔        | 신탄진 (대전광역시)    | 조치원터미널, 서평리, 내판리, 부강역, 노호리, 현도면, 조치원역                                                                           | 10        | 24회 40분 |                             |
| 910       | 조치원역               | ↔        | 병천 (천안시)          | 신안리, 홍익대, 전동면, 봉대리, 수신면                                                                                                   | 10        | 3회       |                             |
| 16        | 조치원역               | ↔        | 은하수공원             | 조치원시장, 번암삼거리, 봉암리, 연기리, 눌왕리, 수산리                                                                                   | 3         | 8회       |                             |
| 17        | 조치원역               | ↔        | 보통리                 | 조치원시장, 번암삼거리, 봉암리(봉암2리마을회관), 연기리                                                                                  | 3         | 6회       |                             |
| 18        | 조치원역               | ↔        | 세종고속시외버스터미널 | 조치원터미널, 서평리, 내판리, 부강역, 금호3리, 부강산업단지, 반곡동, 한국개발연구원, 소담동, 보람동, 대평동                              | 3         | 6회       |                             |
| 18        | 조치원역               | ↔        | 세종고속시외버스터미널 | 조치원터미널, 서평리, 내판리, 부강역, 금호3리, 부강산업단지, 반곡동, 한국개발연구원, 소담동, 보람동, 대평동                              |           |           |                             |
| 35        | 부강                   | ↔        | 금호리                 | 한화사원아파트, 금호3리, 부강산업단지, 금호1리                                                                                           | 1         | 11회      |                             |
| 36        | 부강                   | →        | 부강                   | 갈산2리, 응암3리, 산수리, 저산2리, 행산리, 갈산리                                                                                        | 1         | 9회       |                             |
| 51        | 장군면 행정복지센터    | ↔        | 밤실                   | 밤실입구, 대교1리경로당 | 3         | 6회       |                             |
| 52        | 장군면 행정복지센터    | →        | 장군면 행정복지센터    | 봉안리, 다정동, 종촌동, 정부세종청사, 새롬동, 한솔동, 이마트, 산학리                                                                     | 3         | 17회      |                             |
| 53        | 장군면 행정복지센터    | ←        | 장군면 행정복지센터    | 봉안리, 다정동, 종촌동, 정부세종청사, 새롬동, 한솔동, 이마트, 산학리                                                                     | 3         | 17회      |                             |
| 61        | 세종터미널             | ↔        | 한국영상대학교         | 첫마을2, 1, 4, 6단지, 열병합발전소, 금암리                                                                                               | 6         | 11회      |                             |
| 62        | 세종터미널             | ↔        | 도남리(금강수목원)     | 대평리, 영곡리, 원봉리 | 6         | 8회       |                             |
| 63        | 세종터미널             | ↔        | 성강리                 | 대평리, 금남면 행정복지센터, 발산리, 도암리입구, 봉암리, 송곡2리                                                                         | 6         | 6회       |                             |
| 64        | 세종터미널             | ↔        | 금천리                 | 대평리, 금남면 행정복지센터, 발산리, 도암리입구, 감성리, (영치리)대평리 행, 축산리                                                       | 6         | 10회      |                             |
| 65        | 세종터미널             | ↔        | 두만2리                | 대평리, 금남면 행정복지센터, 발산리, (도암리)두만리 행                                                                                   | 6         | 7회       |                             |
| 66        | 세종터미널             | ↔        | 달전리                 | 대평리, 금호중학교, 장재리, 길재고개, 남곡리마을회관, 황용리, 영대리                                                                     | 6         | 7회       |                             |
| 661       | 세종터미널             | ↔        | 구즉동 (대전광역시)    | 대평리, 금호중학교, 장재리, 길재고개, 남곡리마을회관, 황용리, 영대리, 달전리, 둔곡동, 구즉동                                             | 6         | 2회       |                             |
| 67        | 세종터미널             | ↔        | 부용2리                | 대평리, 금호중학교, 장재리, 길재고개, 황용리, 봉기리                                                                                     | 6         | 9회       |                             |
| 69        | 세종터미널             | ↔        | 신동                   | 대평리, 금호중학교, 장재리, 길재고개, 황용리, 박산고개                                                                                   | 6         | 3회       |                             |
| 691       | 세종터미널             | ↔        | 구즉동 (대전광역시)    | 대평리, 금호중학교, 장재리, 길재고개, 황용리, 박산고개, 신동, 봉산동, 구즉동                                                             | 6         | 5회       |                             |
| 71        | 조치원터미널           | ↔        | 청라리                 | 조치원역, 세종고, 고려대, 신흥리, 연서면 행정복지센터, 성제리, 고복리, 용암리, 생천                                                      | 3         | 8회       |                             |
| 72        | 조치원터미널           | →        | 조치원터미널           | 조치원역, 번암삼거리, 월하리, 국촌리, 기룡리, 신대리, 연서중학교, 연서면 행정복지센터, 자이아파트, 번암삼거리, 조치원역                  | 3         | 4회       |                             |
| 72        | 조치원터미널           | ←        | 조치원터미널           | 조치원역, 번암삼거리, 월하리, 국촌리, 기룡리, 신대리, 연서중학교, 연서면 행정복지센터, 자이아파트, 번암삼거리, 조치원역                  | 3         | 4회       |                             |
| 73        | 조치원터미널           | →        | 조치원터미널           | 조치원역, 번암삼거리, 월하리, 국촌리, 기룡리, 연서면 행정복지센터, 봉산리, 세종여고, 고려대, 세종고, 조치원역                            | 3         | 1회       | 06:30                       |
| 74        | 조치원터미널           | →        | 조치원터미널           | 조치원역, 번암삼거리, 월하리, 쌍전리, 전당골, 월하2리, 자이아파트, 조치원역                                                              | 3         | 8회       |                             |
| 76        | 조치원터미널           | →        | 조치원터미널           | 조치원역, 세종고, 고려대, 조치원역(뒤), 신흥리, 연서면 행정복지센터, 전당골, 월하2리, 번암삼거리, 조치원역(뒤), 고려대, 세종고, 조치원역 | 3         | 1회       | 07:15                       |
| 75        | 조치원터미널           | ↔        | 장군면 행정복지센터    | 조치원역, 번암삼거리, 월하리, 봉암리, 와촌리, 용암리, 태산리, 송학리, 송문리, 평기리                                                     | 2         | 8회       |                             |
| 81        | 전의역                 | ↔        | 송성3리                | 전의중학교, 신방2리, 베어트리파크 | 5         | 9회       |                             |
| 82        | 전의역                 | ↔        | 다방리                 | 원성리, 대전가톨릭대, 달전리(부거실) | 5         | 10회      |                             |
| 83        | 전의역                 | →        | 전의역                 | 관정리, 고등리, 세종첨단산업단지, 서정리, 전의중학교                                                                                     | 5         | 10회      |                             |
| 84        | 전의역                 | →        | 전의역                 | 갈정교, 대추리, 상대부, 전의산업단지, 노곡리, 신정리, 갈정교                                                                             | 5         | 5회       |                             |
| 84        | 전의역                 | ←        | 전의역                 | 갈정교, 대추리, 상대부, 전의산업단지, 노곡리, 신정리, 갈정교                                                                             | 5         | 5회       |                             |
| 85        | 전의역                 | ↔        | 고등리                 | 전의중학교, 유천리, 행정리, 운당리, 소정2.3리, 소정면 행정복지센터, 대곡리, 세종첨단산업단지                                             | 5         | 7회       |                             |
| 86        | 조치원터미널           | ↔        | 전의역                 | 번암삼거리, 자이아파트, 연서면 행정복지센터, 연서중학교, 신대리, 쌍류리, 다방리, 달전리, 대전가톨릭대, 원성리                            | 5         | 4회       |                             |
| 91        | 조치원터미널           | ↔        | 봉대리                 | 조치원역, 세종고, 신안리, 홍익대, 조형아파트, 심중리스포츠센터, 전동삼거리, 노장농공단지                                                 | 4         | 8회       |                             |
| 92        | 조치원터미널           | ↔        | 청람리                 | 조치원역, 세종고, 신안리, 홍익대, 조형아파트, 전동삼거리, 보덕2리, 석곡리                                                                | 4         | 8회       |                             |
| 93        | 조치원터미널           | ↔        | 송정리                 | 조치원역, 세종고, 고려대, 세종여고, 봉산리, 송곡리                                                                                       | 4         | 11회      |                             |
| 94        | 조치원터미널           | ↔        | 송정리                 | 조치원역, 세종고, 신안리, 홍익대, 조형아파트, 보덕1리, 송곡리                                                                            | 4         | 6회       |                             |
| 95        | 조치원터미널           | ↔        | 송성3리                | 조치원역, 세종고, 신안리, 홍익대, 조형아파트, 전동삼거리, 청람리, 베어트리파크                                                           | 4         | 4회       |                             |
| 201       | 어진중학교             | ↔        | 어진중학교             | 정부세종청사북측, 세종충남대병원, 두루고등학교, 종촌중학교                                                                               | 10        | 10~15분   |                             |
| 203       | 세종예술고등학교       | ↔        | 세종예술고등학교       | 새뜸마을11단지, 다정고등학교, 한결초등학교, 어진중학교, 정부세종청사북측, 도램마을20단지, 국립세종도서관                                 | 10        | 10~15분   |                             |
| 221       | 세종터미널             | ↔        | 누리학교               | 세종시청, 소담고, 국책연구단지, 세종호수공원, 도램마을1단지, 고운중학교, 고운고등학교, 누리학교                                          | 11        | 10~15분   |                             |
| B0        | 세종고속시외버스터미널 | ↔        | 세종고속시외버스터미널 | 세종버스터미널, 한솔동첫마을, 나성동,도담동도램마을, 누리리, 반곡동수루배마을, 세종버스터미널                                            | 6         | 15분      | 외부,내부 순환 BRT          |
| B2        | 반석역 (대전광역시)    | ↔        | 오송역 (청주시)        | 세종터미널, 한솔동, 새롬동·나성동, 다정동, 정부세종청사(남측·북측), 도담동, 해밀동, 한별리, 오송역                                       | 20        | 10~15분   | 광역 BRT                    |
| 1004      | 반석역 (대전광역시)    | ↔        | 장기면중학교           | 세종터미널, 첫마을5·6단지, 새롬동, 가재마을, 범지기마을, 두루고등학교, 가락마을, 장기면중학교                                            | 12        | 15~20분   |                             |
| 1005      | 반석역 (대전광역시)    | ↔        | 오송역 (청주시)        | 세종터미널, 첫마을2단지, 새롬동, 다정동, 아름동, 조치원전통시장, 조치원역, 오송2·3리                                                     | 6         | 30분      |                             |
| B5        | 세종터미널             | ↔        | 세종터미널             | 세종터미널, 새롬동, 나성동, 어진중학교, 고운뜰공원, 세종충남대병원, 해밀동, 누리리, 세종시청, 국책연구단지, 시의회, 세종터미널           | 9         | 15~25분   | 내부순환 보조 BRT           |

## 같이 보기
- 세종교통